# Ла-Жумельєр
Ла-Жумельє́р (фр. La Jumellière) — колишній муніципалітет у Франції, у регіоні Пеї-де-ла-Луар, департамент Мен і Луара. Населення — 1377 осіб (2011).
Муніципалітет був розташований на відстані близько 290 км на південний захід від Парижа, 65 км на схід від Нанта, 26 км на південний захід від Анже.

## Історія
15 грудня 2015 року Ла-Жумельєр, Шанзо, Ла-Шапель-Русслен, Шеміє-Меле, Коссе-д'Анжу, Валанжу, Неві-ан-Мож, Сент-Кристін, Сен-Жорж-де-Гард, Сен-Лезен, Ла-Саль-де-Віє i Ла-Турландрі було об'єднано в новий муніципалітет Шеміє-ан-Анжу.

## Демографія
Динаміка населення (INSEE ):
Розподіл населення за віком та статтю (2006):
| Стать | Всього | До 15 років | 15-24 | 25-44 | 45-64 | 65-85 | Понад 85 |
| --- | ------ | ----------- | ----- | ----- | ----- | ----- | -------- |
| Чоловіки | 658    | 125         | 70    | 204   | 172   | 83    | 4        |
| Жінки | 582    | 105         | 74    | 137   | 164   | 90    | 12       |
| \| Статево-вікова піраміда \| Статево-вікова піраміда \| Статево-вікова піраміда \| \| ----------------------- \| ----------------------- \| ----------------------- \| \| Чоловіки \| Вік \| Жінки \| \| 4 \| 85 + \| 12 \| \| 12 \| 80-84 \| 43 \| \| 8 \| 75-79 \| 16 \| \| 20 \| 70-74 \| 8 \| \| 43 \| 65-69 \| 23 \| \| 23 \| 60-64 \| 35 \| \| 43 \| 55-59 \| 47 \| \| 63 \| 50-54 \| 35 \| \| 43 \| 45-49 \| 47 \| \| 47 \| 40-44 \| 24 \| \| 47 \| 35-39 \| 39 \| \| 55 \| 30-34 \| 31 \| \| 55 \| 25-29 \| 43 \| \| 23 \| 20-24 \| 47 \| \| 47 \| 15-20 \| 27 \| \| 43 \| 10-14 \| 31 \| \| 16 \| 5-9 \| 39 \| \| 66 \| 0-4 \| 35 \| |        |             |       |       |       |       |          |
| Статево-вікова піраміда |        |             |       |       |       |       |          |
| Чоловіки | Вік    | Жінки       |       |       |       |       |          |
| 4 | 85 +   | 12          |       |       |       |       |          |
| 12 | 80-84  | 43          |       |       |       |       |          |
| 8 | 75-79  | 16          |       |       |       |       |          |
| 20 | 70-74  | 8           |       |       |       |       |          |
| 43 | 65-69  | 23          |       |       |       |       |          |
| 23 | 60-64  | 35          |       |       |       |       |          |
| 43 | 55-59  | 47          |       |       |       |       |          |
| 63 | 50-54  | 35          |       |       |       |       |          |
| 43 | 45-49  | 47          |       |       |       |       |          |
| 47 | 40-44  | 24          |       |       |       |       |          |
| 47 | 35-39  | 39          |       |       |       |       |          |
| 55 | 30-34  | 31          |       |       |       |       |          |
| 55 | 25-29  | 43          |       |       |       |       |          |
| 23 | 20-24  | 47          |       |       |       |       |          |
| 47 | 15-20  | 27          |       |       |       |       |          |
| 43 | 10-14  | 31          |       |       |       |       |          |
| 16 | 5-9    | 39          |       |       |       |       |          |
| 66 | 0-4    | 35          |       |       |       |       |          |

## Економіка
2010 року серед 811 осіб працездатного віку (15—64 років) 669 були активними, 142 — неактивними (показник активності 82,5%, у 1999 році було 65,8%). З 669 активних мешканців працювали 633 особи (348 чоловіків та 285 жінок), безробітними було 36 (15 чоловіків та 21 жінка). Серед 142 неактивних 64 особи були учнями чи студентами, 58 — пенсіонерами, 20 були неактивними з інших причин.

У 2010 році в муніципалітеті числилось 492 оподатковані домогосподарства, у яких проживали 1335,5 особи, медіана доходів виносила 16 500 євро на одного особоспоживача